# Азеотропна сушка
Азеотропна сушка (рос. азеотропная сушка, англ. azeotropic drying) — метод видалення води з речовин (сушіння) при температурах нижче від 100 °С, здійснюється з додаванням другої рідини, яка утворює азеотроп з водою, що переганяється нижче температури кипіння води.
При використанні незмішуваних з водою розчинників утворюваний дистилят може бути розділений на виході і неводна частина повернена до осушуваної речовини .
Різновидом можна вважати класичний спосіб осушення хлороформу або чотирихлористого вуглецю: їх переганяють відкидаючи перші 10-15 % дистиляту збагачені водою (перші порції мають більше води ніж може розчинитися, тому утворюється схожа на молоко емульсія) .
Основна технологічна складність вибір матеріалів для герметизації: стійкі до полярних розчинників (вода) матеріали (гума) можуть набрякати в неполярній компоненті суміші та (якщо використовується скляний посуд) розірвати горловину. При шліфованих з'єднаннях майже неможливо підібрати замазку стійку до обох компонент: перфлуоровані вуглеводні не змішуються з багатьма неполярними розчинниками при звичайних умовах, але змішуються при нагріванні, тому логічніше оцінити забруднення якої компоненти допустиме, вибрати замазку з високою в'язкістю із швидкістю вимивання достатньою для забезпечення потрібного часу роботи . Якщо реактиви дозволяють використовувати металеве обладнання можна використати тефлонові (фторопластові) ущільнюючі прокладки (не розчиняються і не набрякають в жодному розчиннику, але досить тверді і вимагають сильного притискання, тому не можуть бути використані зі скляним обладнанням).